# Москвин, Серафим Петрович
Серафим Петрович Москви́н (1903, Москва — 31 августа 1942, пос. Эстонский 1, Мгинский район) — советский футболист, вратарь.
В 1929—1930 годах играл за команду Рабочего дворца «Пролетарская кузница» / АМО. Затем играл за «Казанку», сборные Одессы, Харькова, Украины. В чемпионате 1938 года в составе московского «Буревестника» провёл один матч — 19 мая против сталинского «Стахановца» (2:3).
Во время Великой Отечественной войны лейтенант Москвин, заместитель командира роты 265-й стрелковой дивизии погиб в ходе боёв за Синявинские высоты 31 августа (по другим данным, 1 сентября) 1942 у посёлка Эстонский 1 Мгинского района. Похоронен в братской могиле в посёлке Синявино 1.